# Mangan
Mangan (Mn, łac. manganum) – pierwiastek chemiczny należący do grupy metali przejściowych.
Ma 15 izotopów z przedziału mas 49–62 i izomery jądrowe 51m, 52m, 54m. Trwały jest tylko izotop 55, który stanowi niemal 100% składu izotopowego manganu występującego w naturze.

## Odmiany alotropowe
Mangan, zależnie od temperatury, przyjmuje cztery formy alotropowe mające różne gęstości:
- < 700 °C: odmiana α;
- 700–1079 °C: odmiana β;
- 1079–1143 °C: odmiana γ – dość miękka, łatwo poddaje się obróbce mechanicznej;
- > 1143 °C: odmiana δ.

## Odkrycie
Sole i tlenki manganu były stosowane już w starożytności. Dawni hutnicy używali w procesie dymarkowym do wyrobu żelaza m.in. rudy darniowej zawierającej związki fosforu i manganu. We wczesnym średniowieczu wysoki stopień opanowania procesu dymarskiego cechował na obszarze barbaricum głównie celtyckie ośrodki kulturowe. Tlenki manganu wywołują również barwienie szkła na fioletowo, i mogą w zależności od atmosfery wytopu pełnić rolę odbarwiacza. Najstarsze przykłady celtyckich produktów szklanych pochodzą z około 250–220 r. p.n.e., także na terytorium Polski.
Istnienie tego pierwiastka zasugerował Carl Wilhelm Scheele. W 1774 r. przesłał próbki piroluzytu (braunsztynu) do Johana Gottlieba Gahna, który w tym samym roku wyizolował metaliczny mangan. Dokonał tego poprzez wymieszanie próbki z ropą naftową i prażenie w tyglu węglowym. Upraszczając, reakcja polegała na redukcji zawartego w próbkach dwutlenku manganu węglem:
MnO
2 + 2C → Mn + 2CO.

## Występowanie w skorupie ziemskiej
Występuje w skorupie ziemskiej w ilości 850 – 1000 ppm, w znacznej części w postaci rud składających się z jego tlenków, węglanów i krzemianów. Jest po żelazie najbardziej rozpowszechnionym metalem ciężkim. W światowym wydobyciu manganu (w przeliczeniu na czysty składnik), wynoszącym w 2001 r. 9 mln ton, przodowały: Chiny (2,5 mln ton), RPA (1,5 mln ton), Ukraina (1,2 mln ton), Australia (1,1 mln ton) i Brazylia (1,1 mln ton).
Ważniejsze minerały: piroluzyt, psylomelan, manganit, braunit, hausmanit, dialogit, rodonit i bementyt.

## Sztuczne radioizotopy
Do najważniejszych sztucznych radioizotopów należą:
- 52Mn, otrzymywany w reakcjach: 52Cr(d,2n)52Mn i 56Fe(p,dn)52Mn
- 54Mn, otrzymywany w reakcjach: 53Cr(d,n)54Mn i 56Fe(d,α)54Mn
- 56Mn, otrzymywany przez neutronową aktywację metalicznego manganu lub dwutlenku manganu, MnO2

Są one stosowane jako wskaźniki promieniotwórcze.

## Właściwości chemiczne i fizyczne
Metaliczny mangan jest twardym, srebrzystym i kruchym materiałem o różowym połysku. Jest masowo stosowanym dodatkiem do stali, obniżając jej temperaturę topnienia i poprawiając właściwości mechaniczne. Wykazuje właściwości paramagnetyczne.
Jest metalem stosunkowo aktywnym chemicznie, reaguje z kwasami nieutleniającymi (w postaci pyłu także z wodą) z wydzieleniem wodoru. W postaci litej jest odporniejszy od żelaza na działanie czynników atmosferycznych w wyniku pasywacji. Rozdrobniony jest piroforyczny.
Najważniejszymi stopniami utlenienia manganu są II, III, IV i VII. Formalnie zaobserwowano wszystkie stopnie utlenienia z zakresu od −III do VII. Na stopniach utlenienia od −III do I mangan tworzy wyłącznie związki kompleksowe. Poczynając od stopnia utlenienia II rośnie charakter kwasowy manganu. Kationy Mn2+ są trwałe w roztworach wodnych i w środowisku kwaśnym dość odporne na utlenianie, podczas gdy związki manganu(II) w środowisku zasadowym łatwo ulegają utlenieniu. Nie są znane oksyaniony manganu na tym stopniu utlenienia. Kationy Mn3+ są trwałe tylko w środowisku silnie kwaśnym, nawet ich rozcieńczenie podnosi pH roztworu wystarczająco, by uległy reakcji dysproporcjonacji do związków manganu(II) i (IV). Tendencja do tworzenia oksyanionów na tym stopniu utlenienia jest bardzo mała, udało się to potwierdzić dla K6Mn2O6. Na IV stopniu utlenienia mangan tworzy fluorek i siarczan, jednak te związki rozkładają się w kontakcie z wodą. Oksyaniony MnO2−3 i MnO4−4 są trwałe w rozcieńczonych roztworach wodnych. Nie są znane proste kationy manganu na wyższych stopniach utlenienia. Na V stopniu utlenienia mangan tworzy aniony MnO3−4, które nawet w roztworach o pH = 14 ulegają powolnej dysproporcjonacji do dwutlenku manganu i wraz ze spadkiem zasadowości środowiska szybkość tej reakcji mocno wzrasta. Manganiany(VI) są stabilne w roztworach silnie zasadowych, po obniżeniu pH ulegają reakcji dysproporcjonacji. Nadmanganiany, w których mangan jest na VII stopniu utlenienia, są trwałe w środowisku zasadowym i obojętnym. W środowisku kwaśnym możliwe jest uzyskanie kwasu nadmanganowego w wyniku reakcji roztworu nadmanganianu baru z kwasem siarkowym w temperaturze poniżej 1 °C. Powstający w reakcji nadmanganianów ze stężonym kwasem siarkowym zielony tlenek manganu(VII) wobec nadmiaru H2SO4 jest zdolny do utworzenia oksykationu MnO+3. Stopniowa zmiana charakteru manganu z zasadowego na II stopniu utlenienia do kwasowego na VII jest wyraźnie widoczna, choć nieco zakłócona obniżoną stabilnością związków manganu na stopniach utlenienia V i VI. Roztwór nadmanganianu potasu o niskim stężeniu w skrajnie zasadowym środowisku przybiera barwę niebieską, co świadczy o powstawaniu anionu MnO3−4, w którym mangan jest na V stopniu utlenienia.
| Stopień utlenienia | Przykłady związków i jonów                                                                       | Uwagi |
| ------------------ | ------------------------------------------------------------------------------------------------ | --- |
| VII                | KMnO4, MnO− 4, Mn2O7, HMnO4, MnO+3, MnO3F, MnO3Cl                                                | Aniony są trwałe w środowisku zasadowym i obojętnym. Związki manganu na VII stopniu utlenienia wykazują własności utleniające, szczególnie silne w środowisku kwaśnym. Aniony nadmanganianowe nadają roztworom wodnym barwę fioletową.                                                                              |
| VI                 | K2MnO4, MnO2−4, HMnO− 4, MnO2Cl2                                                                 | Kwas manganowy(VI) jest tak nietrwały, że udało się wyznaczyć jedynie jego drugą stałą dysocjacji metodą radiolizy impulsowej (pKa = 7,4 ± 0,1). Występujące we wczesnej literaturze doniesienia o otrzymaniu MnO3 okazały się nieprawdziwe. Aniony manganianowe(VI) nadają roztworom wodnym barwę zieloną.         |
| V                  | K3MnO4, MnO3−4, H 2MnO− 4, MnOCl3                                                                | Manganiany(V) jedynie w bardzo silnie zasadowym środowisku nie ulegają natychmiastowej dysmutacji. Udało się jednak wyznaczyć trzecią stałą dysocjacji kwasu manganowego(V) – (pKa = 13,7 ± 0,2). Aniony manganianowe(V) nadają roztworom wodnym barwę niebieską.                                                   |
| IV                 | MnO2, MnS2, Mn(SO4)2, MnF4, MnF2−6, MnF− 5, MnO2−3, MnO4−4                                       | Trwały MnO2 jest głównym składnikiem braunsztynu – podstawowej rudy manganu. Powstające w wyniku fotolizy nadmanganianów rozcieńczone wodne roztwory manganianów(IV) są również stabilne. Związki manganu(IV) są zazwyczaj czarne.                                                                                  |
| III                | Mn2O3, Mn2(SO4)3, MnF3, MnCl3, MnBr3, Mn(OOCCH3)3, K3[Mn(CN)6], K6Mn2O6                          | Jedynie dla K6Mn2O6 wykazano istnienie odrębnego oksyanionu, substancje takie jak LaMnO3, LiMn2O4, LiMnO2, NaMnO2 są mieszaninami tlenków o określonej strukturze krystalograficznej. Kationy Mn3+ nadają roztworom wodnym barwę czerwoną.                                                                          |
| II                 | MnO, MnS, Mn(OH)2, MnCl2, MnBr2, MnI2, Mn(NO3)2, MnSO4, MnCO3, MnF2, MnF− 3, MnF2−4, K4[Mn(CN)6] | Związki manganu na II stopniu utlenienia mają własności redukujące. Większość z nich ma barwę jasnoróżową, która wynika z tworzenia się kationu Mn(OH)2+6. Świeżo strącony wodorotlenek manganu(II) ma barwę białą. Wydzielony kompleks K4[Mn(CN)6]·3H2O jest niebiesko-fioletowy a jego roztwory mają barwę żółtą. |
| I                  | Mn(CO)5Br, Mn(CO)+5, Mn(CO)5Cl, K5[Mn(CN)6], (CH3C5H4)Mn(CO)3                                    | Wyłącznie związki kompleksowe są znane, mają własności utleniające. Cyklopentadienylotrikarbonylek manganu jest używany jako dodatek do benzyny bezołowiowej. |
| 0                  | Mn2(CO)10, Mn(CO)5                                                                               | Dziesięciokarbonylek dimanganu można otrzymać w postaci czystej i ma pewne zastosowanie w syntezie organicznej. |
| −I                 | LiMn(CO)5, NaMn(CO)5, Mn(CO)− 5                                                                  | NaMn(CO)5 można wydzielić w postaci czystej. |
| −II                | Mn(bisftalocyjaninian)2−                                                                         | |
| −III               | Mn(NO)3CO                                                                                        | Taki jest formalny stopień utlenienia manganu w tym kompleksie. |

## Otrzymywanie

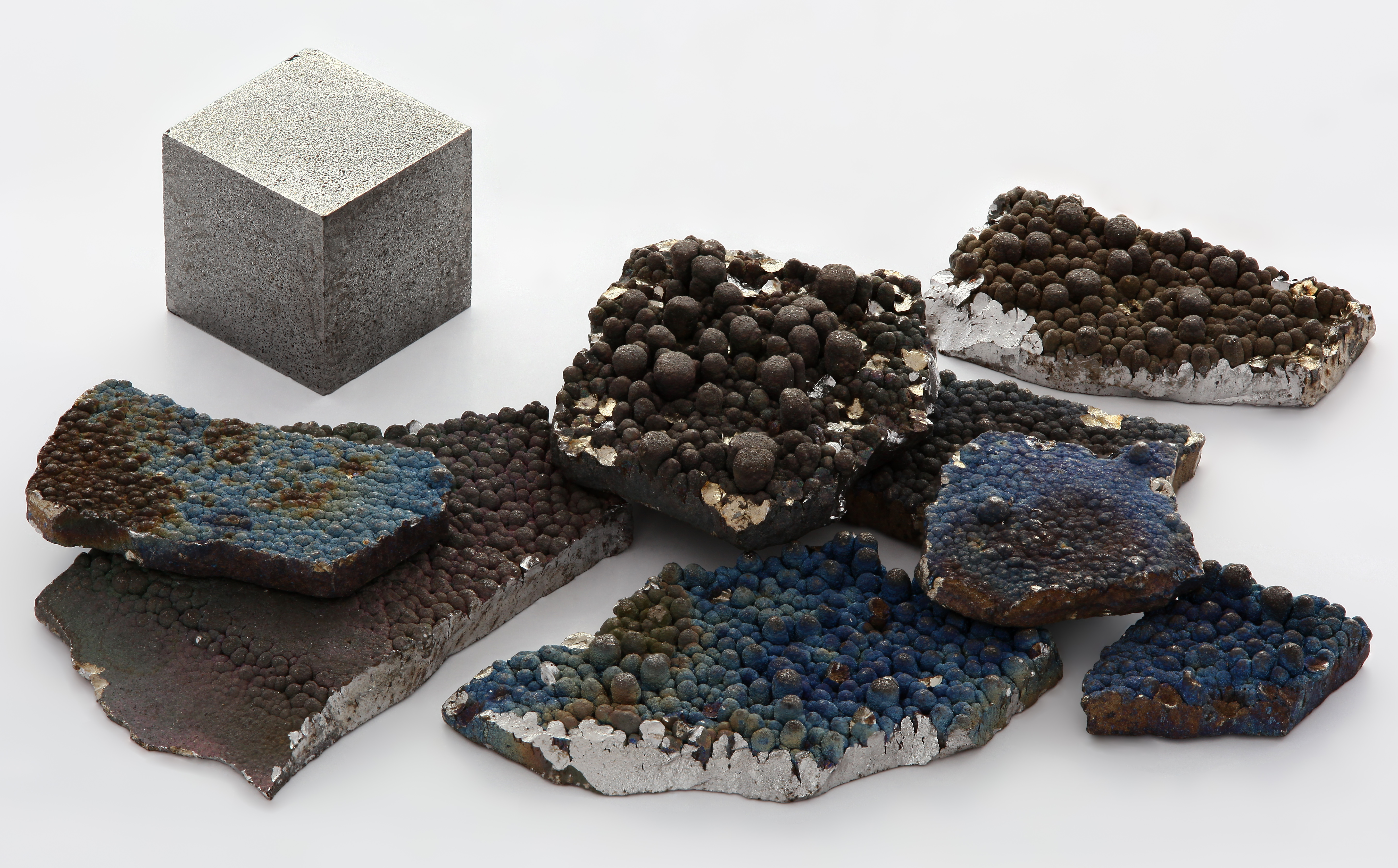
Czyste (99,99%) kawałki manganu rafinowane elektrolitycznie

W laboratorium metaliczny mangan można otrzymać poprzez redukcję piroluzytu glinem w reakcji aluminotermii:
3MnO
2 + 4Al → 2Al
2O
3 + 3Mn.
W przemyśle znaczna część manganu jest wykorzystywana w postaci stopu z żelazem – żelazomanganu. Stop ten jest otrzymywany w piecach hutniczych lub łukowych z mieszaniny rud manganu i żelaza w wyniku redukcji węglem – uzyskane tą drogą stopy zawierają 30–80% manganu. Czysty mangan, przeznaczony do otrzymywania stopów nie zawierających żelaza, jest otrzymywany w wyniku ekstrakcji rud za pomocą kwasu siarkowego, a następnie wydzielany na drodze elektrolitycznej. Typowy proces obejmuje redukcję rud manganu za pomocą tlenku węgla zawartego w gazie ziemnym w temperaturze 800–1000 °C do tlenku manganu (MnO), który łatwo ulega ekstrakcji. Ze względu na konieczność zastosowania wysokiej temperatury taki proces może być zastosowany jedynie do złóż bogatych w mangan (> 35%). W ostatnich latach opracowywano założenia do procesu wykorzystującego ekstrakcję wodnymi roztworami dwutlenku siarki przed etapem elektrorafinacji. Proces taki przeznaczony byłby do ubogich złóż zawierających 4–7% manganu.

## Znaczenie biologiczne
Mangan obecny jest w centrach reaktywności wielu enzymów i jest niezbędnym do życia mikroelementem. Zalecane spożycie manganu dla osób dorosłych wynosi 1,6 mg, nadmiar może sprzyjać rozwojowi demencji, schizofrenii oraz pogłębiać chorobę Parkinsona, niedobór zaś, choć rzadki, powoduje opóźnienie w rozwoju fizycznym.
Kompleksy manganu są wykorzystywane w mechanizmie fosforylacji niecyklicznej fotosystemu II fotosyntezy u roślin – bierze udział w fotolizie wody (rozkładzie wody przez działanie światła).
| produkt                                               | miara produktu   | pokrycie dziennego zapotrzebowania |
| ----------------------------------------------------- | ---------------- | ---------------------------------- |
| płatki owsiane zwykłe                                 | 100 g            | 246% (4,9 mg)                      |
| proszek kakaowy 14% tłuszczu                          | 100 g            | 192% (3,8 mg)                      |
| proszek kakaowy 14% tłuszczu                          | 1 łyżeczka (5 g) | 10% (0,2 mg)                       |
| ryż brązowy długoziarnisty                            | 100 g            | 187% (3,7 mg)                      |
| orzechy włoskie                                       | 100 g            | 171% (3,4 mg)                      |
| migdały, prażone                                      | 100 g            | 131% (2,6 mg)                      |
| ciecierzyca                                           | 100 g            | 110% (2,2 mg)                      |
| orzechy arachidowe, prażone                           | 100 g            | 104% (2,1 mg)                      |
| orzechy cashew                                        | 100 g            | 83% (1,7 mg)                       |
| kasza jaglana                                         | 100 g            | 82% (1,6 mg)                       |
| kasza gryczana palona                                 | 100 g            | 81% (1,6 mg)                       |
| kasza jęczmienna perłowa                              | 100 g            | 66% (1,3 mg)                       |
| czekolada ciemna 60–69% masy kakaowej                 | 100 g            | 66% (1,3 mg)                       |
| chleb pszenny                                         | 100 g            | 56% (1,1 mg)                       |
| ryż kleisty                                           | 100 g            | 49% (1,0 mg)                       |
| mąka tortowa                                          | 100 g            | 32% (0,6 mg)                       |
| małże                                                 | 100 g            | 25% (0,5 mg)                       |
| banany                                                | 100 g            | 13% (0,3 mg)                       |
| herbata czarna (pominięto składniki zawarte w wodzie) | 100 g            | 11% (0,2 mg)                       |
| ziemniaki wraz ze skórką                              | 100 g            | 8% (0,2 mg)                        |
| marchew                                               | 100 g            | 7% (0,1 mg)                        |
| pomidory                                              | 100 g            | 6% (0,1 mg)                        |
| przegrzebki                                           | 100 g            | 4% (0,1 mg)                        |
| jabłka obrane lub nie                                 | 100 g            | 2%                                 |
| pomarańcze                                            | 100 g            | 1%                                 |
| polędwiczka wieprzowa                                 | 100 g            | 1%                                 |
| mięso z piersi indyka                                 | 100 g            | 1%                                 |
| jajo kurze                                            | 100 g            | 2%                                 |
| jajo kurze                                            | 1 sztuka (63 g)  | 1%                                 |
| jajo kurze – żółtko                                   | 100 g            | 3% (0,1 mg)                        |
| jajo kurze – białko                                   | 100 g            | 1%                                 |
| mleko krowie 3,25% tłuszczu                           | 100 g            | 0%                                 |